# Великобудиський повіт
Великобудиський повіт — адміністративна територіальна одиниця Російської імперії у складі Новоросійської губернії у 1783—1784 роках. Центр — містечко Великі Будища. Утворений при поділі Полтавського повіту. Будища були сотеним містечком Полтавського полку.
1784 року Новоросійська губернія увійшла до складу Катеринославського намісництва.